# Алісія Вілсон (плавчиня)
Алісія Вілсон (англ. Alicia Wilson, 5 березня 2000) — британська плавчиня.